# Europapokal der Pokalsieger (Handball) 1982/83
Der Europapokal der Pokalsieger 1982/83 war die achte Austragung des Wettbewerbs für europäische Handball-Pokalsieger. Die 25 teilnehmenden Mannschaften qualifizierten sich in ihren Heimatländern über den nationalen Pokalwettbewerb für den von der Internationalen Handballföderation (IHF) organisierten Europapokal. Im Finale setzte sich der sowjetische Verein SKA Minsk gegen den rumänischen Vertreter Dinamo Bukarest durch (34:22, 24:26).

## Chronologie des Wettbewerbs

### Erste Runde
|                     | Gesamt |                        | Hinspiel | Rückspiel |
| ------------------- | ------ | ---------------------- | -------- | --------- |
| RK Železničar Niš   | 60:49  | İTÜ SK                 | 29:25    | 31:24     |
| VAS Saloniki        | 18:67  | ATSE Waagner Biro Graz | 08:37    | 10:30     |
| Dinamo Bukarest     | 64:34  | Maccabi Petach Tikwa   | 37:22    | 27:12     |
| SSV Forst Brixen    | 36:58  | SKA Minsk              | 17:29    | 19:29     |
| Belenenses Lissabon | 52:55  | US Ivry HB             | 24:26    | 28:29     |
| HK Drott            | 59:38  | IF Helsinge-Atlas      | 29:19    | 30:19     |
| Kyndil Tórshavn     | 28:42  | Stavanger IF           | 14:17    | 14:25     |
| KV Sasja HC         | 30:47  | Fredericia KFUM        | 14:23    | 16:24     |
| HV De Gazellen      | 41:33  | HB Eschois Fola        | 16:15    | 25:18     |

Die übrigen Vereine (TJ Tatran Prešov, SC Leipzig, Atlético Madrid, KR Reykjavík, BSV Bern, TV Großwallstadt und Volán Szeged) zogen durch ein Freilos automatisch ins Achtelfinale ein.

### Achtelfinale
|                   | Gesamt |                        | Hinspiel | Rückspiel |
| ----------------- | ------ | ---------------------- | -------- | --------- |
| SKA Minsk         | 45:38  | TJ Tatran Prešov       | 27:12    | 18:26     |
| HK Drott          | 49:48  | US Ivry HB             | 24:21    | 25:27     |
| SC Leipzig        | 48:40  | Atlético Madrid        | 23:16    | 25:24     |
| RK Železničar Niš | 48:46  | KR Reykjavík           | 20:25    | 28:21     |
| BSV Bern          | 38:54  | TV Großwallstadt       | 24:29    | 14:25     |
| Dinamo Bukarest   | 52:41  | HV De Gazellen         | 27:24    | 25:17     |
| Volán Szeged      | 56:43  | Fredericia KFUM        | 27:16    | 29:27     |
| Stavanger IF      | 45:47  | ATSE Waagner Biro Graz | 22:21    | 23:26     |

### Viertelfinale
|                        | Gesamt |                   | Hinspiel | Rückspiel |
| ---------------------- | ------ | ----------------- | -------- | --------- |
| TV Großwallstadt       | 37:42  | SKA Minsk         | 21:16    | 16:26     |
| HK Drott               | 46:56  | RK Železničar Niš | 24:24    | 22:32     |
| SC Leipzig             | 48:52  | Volán Szeged      | 29:25    | 19:27     |
| ATSE Waagner Biro Graz | 47:57  | Dinamo Bukarest   | 27:31    | 20:26     |

### Halbfinale
|                   | Gesamt |                 | Hinspiel | Rückspiel |
| ----------------- | ------ | --------------- | -------- | --------- |
| RK Železničar Niš | 48:52  | Dinamo Bukarest | 26:27    | 22:25     |
| Volán Szeged      | 44:61  | SKA Minsk       | 25:24    | 19:37     |

### Finale
Das Hinspiel fand am 23. April 1983 in Bukarest und das Rückspiel am 30. April 1983 in Minsk statt.
|                 | Gesamt |           | Hinspiel      | Rückspiel     |
| --------------- | ------ | --------- | ------------- | ------------- |
| Dinamo Bukarest | 48:58  | SKA Minsk | 22:34 (10:14) | 26:24 (13:13) |